# 阿美雌酮
阿美雌酮（英語：Almestrone，开发阶段代号为：Ba 38372或Ciba 38372，也被称为7α-甲基雌酮，7α-methylestrone）是一种人工合成的甾体类雌激素药物，1967年合成，从未上市，可作为合成其它甾体药物的前体。